# Meister des Guy de Laval
Als Meister des Guy de Laval oder auch Guise-Meister (fr. Maître de Guy de Laval, Maître de Guise) wird der mittelalterliche Buchmaler bezeichnet, der um 1427 das Stundenbuch des Guy de Laval ausgemalt hat. Der namentlich nicht bekannte Künstler war wahrscheinlich in Westfrankreich tätig und hatte das Buch für den französischen Adligen  Guy XIV. de Laval, Graf von Laval, Vasall des Herzogs von Bretagne und des Königs von Frankreich ausgemalt. In Farbwahl und Malstil sind die Illustrationen des Meisters des Guy de Laval  typisch für die französische Buchmalerei seiner Zeit. Da im Buch eine gereimte Lebensbeschreibung der Heiligen Margarete enthalten ist, kann vermutet werden, dass das Buch eventuell ursprünglich als Geschenk an Marguerite gedacht war, die erste Verlobte des Guy, die jedoch 1427 verstarb und so die Ehe nicht geschlossen wurde.
In einem Stundenbuch, das nach einem Besitzer in der Neuzeit heute als Spitz Hours bezeichnet wird und das stilistisch dem Werk der Gebrüder Limbourg nahesteht, soll der Meister des Guy de Laval mit dem Spitz-Meister und Meister des Harvard Hannibal zusammengearbeitet haben. Der Meister des Guy de Laval hat zwei der insgesamt 22 Bilder beigetragen. Auch bei einigen anderen Werken sollen die drei Buchmaler zusammengearbeitet haben.